# Joe Venuti
Giuseppe (Joe) Venuti  (Filadélfia, 16 de setembro de 1903 – Seattle, 14 de agosto de 1978) foi um violinista de jazz estadunidense, sendo pioneiro no uso do violino no jazz. 
Durante os anos 1920 e 1930, Venuti produziu muitas gravações. Trabalhou com Benny Goodman, as Dorsey Brothers, Bing Crosby, as Boswell Sisters e com a maioria das personalidades brancas de jazz desta época.
Após um período de relativa obscuridade nos anos 1940 e 1950, ele foi redescoberto no meio dos anos 1960 e estabeleceu uma relação musical frutífera com o saxofonista tenor Zoot Sims.
Venuti também desenvolveu uma técnica especial para tocar as quatro cordas do violino (Loose-Bow-Fiddle-Technic).

## Discografia
- Stringing the Blues
- The Radio Years
- Welcome Joe
- Venupelli Blues (com Stéphane Grappelli)
- Joe Venuti in Milan